# Tiirosaari (ö i Kajanaland, Kehys-Kainuu, lat 65,05, long 28,37)
Tiirosaari är en ö i Finland. Den ligger i sjön Näljänkäjärvi och i kommunen Suomussalmi i den ekonomiska regionen  Kehys-Kainuu  och landskapet Kajanaland, i den centrala delen av landet, 600 km norr om huvudstaden Helsingfors. Öns area är 0,2 hektar och dess största längd är 100 meter i öst-västlig riktning.